# Prosília
Prosília är en ort i Grekland.   Den ligger i prefekturen Nomós Kardhítsas och regionen Thessalien, i den centrala delen av landet, 230 km nordväst om huvudstaden Aten. Prosília ligger 913 meter över havet och antalet invånare är 102.
Terrängen runt Prosília är kuperad åt sydost, men åt nordväst är den bergig. Runt Prosília är det glesbefolkat, med 12 invånare per kvadratkilometer. Närmaste större samhälle är Mouzáki, 11,1 km norr om Prosília. I omgivningarna runt Prosília växer i huvudsak blandskog.